# 19603 Моньє
19603 Моньє (19603 Monier) — астероїд головного поясу, відкритий 13 липня 1999 року.
Тіссеранів параметр щодо Юпітера — 3,342.